# Танк (округ)
Танк (урду ضلع ٹانک‎, англ. Tank District, пушту ټانک ولسوالۍ‎) — один из 25 округов пакистанской провинции Хайбер-Пахтунхва.

## Административно-территориальное устройство
В округе Танк — 1 техсил и 16 союзных советов.

## Население
Согласно переписи населения 1998 года, в округе Танк проживает 238 216 человек. Из них 35 741 человек (или 15.00 %) проживают в городах, а 202 475 человек (или 84.99 %) постоянно живут в сельской местности. В 1981 году в округе проживало 141 062 человек.
Люди зарабатывают себе на жизнь сельским хозяйством, контрабандой, ловлей соколов, миграцией в поисках работы в Персидский залив или владением магазинами и предприятиями в Танке.